# Tjasker Augustinusga
De Tjasker Augustinusga is een poldermolen ten oosten van het Friese dorp Augustinusga, dat in de Nederlandse gemeente Achtkarspelen ligt.

## Beschrijving
De Tjasker Augustinusga, een van de drie overgebleven boktjaskers van Nederland, werd oorspronkelijk gebruikt voor de bemaling van een weiland onder Blessum. Daar werd hij in 1954 vervangen door een windmotor en vervolgens geschonken aan de Friese Maatschappij voor de Landbouw. Na restauratie werd de tjasker eerst bij Rijperkerk geplaatst. In 1972 kwam hij op zijn huidige locatie te staan. De molen is inmiddels eigendom van de gemeente Achtkarspelen.